# Alchemilla scalaris
Alchemilla scalaris es una especie de planta del género Alchemilla, perteneciente a la familia Rosaceae.

## Taxonomía
Alchemilla scalaris fue descrita por Serguéi Yuzepchuk en 1954.

## Distribución
Se encuentra en el territorio del Krai de Altái, República de Altái y Kazajistán.